# Валеріу Гажіу
Валеріу Георгійович Гажі (рум. Valeriu Gagiu, первісне прізвище Гажа; 1 травня 1938, Кишинів — 21 грудня 2010, там же) — радянський і молдавський кінорежисер, сценарист і поет. Народний артист Молдови (2010).

## Життєпис
У 1956 році закінчив кишинівську середню школу № 3, де його товаришами по навчанню (і друзями) були Лев Беринський та Борис Колкер. Будучи школярем, під своїм першим прізвищем Гажа дебютував віршем у спільній із Левом Беринським публікації у газеті «Юний ленінець» від 5 січня 1953 року. У наступні роки публікації російською мовою також виходили під ім'ям Валерій Гажа, у тому числі добірки поезій у газетах «Жовтень», «Молодь Молдови», «Радянська Молдавія», «Московський комсомолець», часописі «Дністер» (1956—1967), колективній збірці «Молодість» (Кишинев: Картя Молдовеняске, 1959); віршовані переклади з молдавської мови (1958—1960), збірка дитячих віршів «Габін дід» (2007), публікації сценаріїв («Людина йде за сонцем», 1960; «Молодим залишається час», 1961) та прозових творів (нариси, оповідання), і посмертні збірки творів «Вірші» (Кишинів, 2019. — 312 с. — ISBN 978-9975-87-477-9).
У 1956—1957 роках навчався на філологічному факультеті Кишинівського державного педагогічного інституту імені Йона Крянге. У 1957 році вступив на сценарний факультет ВДІКу, а закінчив його в 1963 році.
Автор та співавтор сценаріїв: «Коли відлітають лелеки», «Людина йде за сонцем», «Зелена хвиля» (короткометражний), сценаріїв своїх фільмів, віршів та оповідань.

## Нагороди і премії
- Премія комсомолу Молдавської РСР (1967, за фільм «Гіркі зерна»).
- Премія ІІІ Всесоюзного кінофестивалю (1968, за фільм «Гіркі зерна»).
- Заслужений митець Молдавської РСР (1985).
- Національна премія Республіки Молдова в галузі літератури, мистецтва та архітектури (1998, Уряд Молдови)[10] .
- Орден Республіки (1998).
- Народний артист Молдови (2010).

## Фільмографія

### Режисер
- 1963 — Вулиця слухає (короткометражний)
- 1966 — Гіркі зерна
- 1969 — Десять зим за одне літо
- 1970 — Вибух уповільненої дії
- 1972 — Останній гайдук
- 1974 — Довгота дня
- 1976 — По вовчому сліду
- 1977 — Коли поряд чоловік
- 1980 — Де ти, любове?
- 1982 — Червневий рубіж
- 1983 — Я готовий прийняти виклик
- 1984 — Тривожний світанок
- 1986 — Таємничий в'язень
- 1988 — Шуліки здобутком не діляться
- 1991 — Вулиця погаслих ліхтарів

### Сценарист
- 1961 — Людина йде за сонцем
- 1963 — Вулиця слухає (короткометражний)
- 1964 — Коли відлітають лелеки
- 1966 — Гіркі зерна
- 1969 — Десять зим за одне літо
- 1970 — Вибух уповільненої дії
- 1972 — Останній гайдук
- 1973 — Зелена хвиля (короткометражний)
- 1974 — Довгота дня
- 1976 — По вовчому сліду
- 1977 — Коли поряд чоловік
- 1980 — Де ти, любове?
- 1982 — Червневий рубіж
- 1983 — Я готовий прийняти виклик
- 1984 — Тривожний світанок
- 1986 — Таємничий в'язень
- 1988 — Шуліки здобутком не діляться
- 1991 — Вулиця погаслих ліхтарів

### Ролі у кіно
- 1963 — Вулиця слухає (короткометражний)